# Casa Manuel Camps
La casa Manuel Camps és un edifici situat als carrers de Santa Anna i de Bertrellans de Barcelona, del que s'està tramitant la inclusió en el Catàleg de Patrimoni com a bé cultural d'interès local.

## Història
El 1882, Manuel Camps i Puigmartí va iniciar els tràmits per a reedificar les finques del carrer de Santa Anna, 26-30, i el 6 de maig, va encarregar-ne el projecte a l'arquitecte Pere Falqués, que a la mateixa època es va ocupar de la Torre de les Aigües del Besòs per encàrrec del seu germà Francesc Xavier.
Falqués també hi actuà com a contractista, amb un preu fixat i un termini màxim de 18 mesos. Tanmateix, acabà renunciant el 9 de gener del 1884, quan l'obra era gairebé acabada, i va instar un litigi contra Camps, a qui reclamava més diners per l'ús de materials més nobles que els acordats inicialment. Finalment, el 14 de gener del 1885 es va aixecar la suspensió i les obres van continuar sota la direcció d'Emili Sala i Cortés.

## Descripció
És un edifici de planta baixa i quatre pisos, amb un cos de planta baixa que dona al carrer de Bertrellans, sobre el qual hi ha un jardí elevat. La composició de les façanes es simètrica a ambdós carrers, amb cinc faixes verticals d’obertures emmarcades per columnes, que alternen amb plafons de maó vist de mida variable; els més grans presenten sengles medallons de terracota que representen una dona i un geni alat, obra de Francesc Font i Pons.
L'accés principal s'efectua a través d'un gran portal al centre de la façana del carrer de Santa Anna, des d'on s'accedeix a un celobert central. Aquí arrenca una gran escala que condueix a la planta principal. Destaquen la decoració dels cels rasos i elements de vidre i fusta a l'interior dels dos primers pisos.